# Nicholas Hoag
Nicholas "Nick" Hoag (19 de agosto de 1992) é um jogador de voleibol canadense que atua na posição de ponteiro.

## Carreira
Nicholas Hoag é membro da seleção canadense de voleibol masculino. Em 2016, representou seu país nos Jogos Olímpicos de Verão no Rio de Janeiro, que ficou em sexto lugar.